# LostAlone
LostAlone es una banda de rock británico de Derby, Derbyshire, Inglaterra, que ha estado activo desde 2005. La banda se compone actualmente por Steven Battelle (voz principal, guitarra), Alan Williamson (bajo, coros), y Mark Gibson (batería, percusión, coros). Hasta la fecha, LostAlone han publicado cuatro álbumes, Say No to the World (2007),  I'm a UFO in This City (2012), Shapes Of Screams (2014) y The Warring Twenties (2022).
Desde su creación, LostAlone ha realizado giras en el Reino Unido y Europa continental apoyando a una serie de grandes artistas como Enter Shikari, Paramore, My Chemical Romance, Evanescence y Thirty Seconds to Mars (Into the Wild Tour), además de completar varios titulares por toda Europa. También han hecho apariciones en festivales como el Taste of Chaos, Give It A Name, Download, Reading, T in the Park, Oxegen y el Rock am Ring. Recibieron su primera nominación en el año de 2007, cuando fueron nominados a "mejor artista revelación británico" en la revista Kerrang!.

## Historia

### 2005–2008: Formación y su primer álbumSay No to the World
El cantante y guitarrista Steven Battelle y el batería Mark Gibson formaron LostAlone con el bajista Tom Kitchen en 2005. Battelle y Gibson luego crearon su propio sello discográfico (Scorpia), para representar a su nueva banda y para manejar la producción, distribución y posterior lanzamiento de discos. El álbum debut de la banda, titulado Say No to the World, fue lanzado el 11 de marzo de 2007 recibiendo críticas positivas de los críticos. El álbum generó tres sencillos, "Blood Is Sharp", "Unleash the Sands of All Time", ambos publicados en 2006, y "Elysium", lanzado en 2007.

### 2009–2012:I'm a UFO in This City
LostAlone firmó con el sello discográfico Sire Records de Estados Unidos en diciembre de 2009. Durante mayo de 2010, la banda grabó en Los Ángeles con los productores Jacknife Lee ( Weezer, U2 , REM ) y Greg Wells ( Mika, Deftones, Katy Perry), productor ejecutivo Gerard Way de My Chemical Romance, y los ingenieros de Alan Moulder (The Smashing Pumpkins, Nine Inch Nails, Foo Fighters ) y Mark Needham (The Killers, Fleetwood Mac, My Chemical Romance). Debido a los cambios en el personal, el nuevo álbum de LostAlone fue liberadoo, teniendo en cuenta los derechos comerciales y creativo a su álbum, I'm a UFO in This City. El 13 de febrero de 2011, la banda lanzó su primer sencillo "Paradox On Earth " como una descarga gratuita . El primer sencillo oficial, "Do You Get What You Pray For? ", fue lanzado el 5 de febrero de 2012, seguido por el lanzamiento del álbum, a través de Grafite Records, el 5 de marzo. El segundo sencillo, titulado "Love Will Eat You Alive" fue lanzado el 1 de abril , con su video musical que se estrenó el 27 de febrero de ese mismo año. "Love Will Eat You Alive" fue un éxito para la banda después de aparecer en la Radio BBC.
"Paradox On Earth" (su tercer sencillo) fue lanzado el 10 de junio y de nuevo la banda fue apoyada fuertemente por XFM , Kerrang Radio y Radio One. En varias entrevistas durante el mes de abril, Steven Battelle declaró que ya había escrito dos álbumes más y estaba ansioso por comenzar a grabarlas, mencionando que el siguiente podría ser liberado en el 2013. Steven fue nombrado por la revista Kerrang ! dentro de las 50 grandes estrellas de rock en el mundo de hoy el 4 de julio de 2012. En julio del 2012 la banda regaló una descarga gratuita de una nueva pista demo, "Everybody dies but the world's still turning", la pista estaba disponible a través de su página web y la página de Facebook. El 14 de septiembre un nuevo vídeo de la canción "Vesuvius" se estrenó en el sitio web de la revista Kerrang, junto con los detalles de un doble lado A de "Vesuvius" y "Creatures" que se publicó en noviembre. El 16 de diciembre la banda lanzó un sencillo navideño titulado "I Want Christmas Always " a través de iTunes. El sencillo recibió elogios de la crítica con un 4 K de la revista Kerrang.
Matt Stocks de la Radio Kerrang llamó al sencillo "Creatures" la canción del año. En una encuesta de final de año por la Reviste Kerrang, I'm a UFO in This City se posicionó en el número 29 de los 101 álbumes del año. La web de Digital Fix elogió al álbum como uno de los discos del año.

### 2013-2014Shapes Of Screams
De vuelta de la gira por los Estados Unidos, la banda regresó al Reino Unido para grabar su nuevo álbum en abril de 2013. El día 11 de noviembre de este año lanzó el primer sencillo con un nuevo vídeo musical titulado "The Bells! The Bells!!". La banda lanzó su nuevo álbum, con gira incluida, titulado "Shapes Of Screams" el 7 de abril de 2014. El 5 de marzo de 2014 el grupo lanzó el video musical "Scarlet Letter Rhymes"de su nuevo álbum.
El 15 de octubre de 2014, la banda anunció que se separarían después de completar el resto de su gira europea y dos shows en el Reino Unido en Londres y su ciudad natal de Derby el 19 de diciembre. La banda declaró que; "Desafortunadamente para nosotros, han ocurrido eventos que hacen imposible en este momento que continuemos con la banda que amamos", antes de agradecer a los fanáticos por su apoyo.

### 2022:The Warring Twenties
A mediados de 2022 LostAlone volvió a reunirse y regresó apoyando a My Chemical Romance en sus shows y presentó un nuevo sencillo "Punchline Punched Back". LostAlone lanzó su cuarto álbum de estudio, The Warring Twenties, el 30 de septiembre de 2022 (vía Dharma Records). El álbum de 10 canciones, escrito y grabado en Londres, Derby, Nottingham y Nueva York, presenta a la banda reformada después de su pausa de seis años. ¡Kerrang! La revista reseñó con entusiasmo el álbum, señalando la importancia del regreso de la banda, dándole al álbum una reseña de 4/5, afirmando que "LostAlone está aquí con guitarras en llamas, las gafas más grandes que jamás hayas visto y un puñado de boletos para el paraíso. Bienvenido. En un artículo separado, Kerrang! El periodista Nick Ruskell aclamó al líder Steven Battelle como un "genio de la composición de canciones".

## Influencias
Steven Battelle ha descrito a la banda influeciado por Queen, Guns N 'Roses, Iron Maiden, Mansun, Pink Floyd, Weezer y Beach Boys. Hay guiños sutiles a estas bandas, tanto musicalmente, líricamente y dinámica en la música de la banda. Battelle (compositor) representa la energía y la dirección de la banda. Un vocalista y guitarrista versátil que ha desarrollado un estilo único y estético que ha crecido hasta incluir a las técnicas alternativas de diapositivas guitarra. El estilo de la banda combina riffs rápidos y pesados con secciones melódicas más lentas y fuertes armonías vocales para crear un sonido que no se pueden encasillar fácilmente, que se encuentra dentro de la escena Rock Alternativo.

## Miembros de la banda
Miembros Recientes
- Steven Battelle – vocalista principal, Guitarra, (2005-presente)
- Mark Gibson – batería, vocalista secundario (2005-presente)
- Alan Williamson – bajo, vocalista secundario, (2009 - presente)

Miembros Antiguos
- Tom Kitchen – Guitarrista y bajista (2005-2009)

## Discografía
Álbumes de estudio
- Say No to the World (2007)
- I'm a UFO in This City (2012)
- Shapes Of Screams (2014)
- The Warring Twenties (2022)

Sencillos
- "Light The Waves" - EP (2005)
- "Blood Is Sharp" (2006)
- "Unleash the Sands of All Time" (2006)
- "Elysium" (2007)
- "Do You Get What You Pray For?" (2012)
- "Love Will Eat You Alive" (2012)
- "Paradox on Earth" (2012)
- "Vesuvius" (2012)
- "Creatures" (2012)
- "I Want Christmas Always" (2012)
- "The Bells! The Bells!!" (2013)
- "Scarlet Letter Rhymes" (2014)
- "Crusaders" (2014)
- "The Last Drop of Forever" (2022)
- "Punchline Punched Back" (2022)
- "Enduring the Dream" (2022)

## Premios y nominaciones
Kerrang! Awards
- 2007 - Nominación por nueva banda revelación